# Арбори
Арбори (фр. Arbori, корс. Arburi) — коммуна во Франции, находится в регионе Корсика. Департамент коммуны — Южная Корсика. Входит в состав кантона Севи-Сорру-Чинарка. Округ коммуны — Аяччо.
Код INSEE коммуны — 2A019.

## Население
Население коммуны на 2008 год составляло 65 человек.
| 1962 | 1968 | 1975 | 1982 | 1990 | 1999 | 2008 |
| ---- | ---- | ---- | ---- | ---- | ---- | ---- |
| 132  | 140  | 122  | 92   | 62   | 63   | 65   |

## Экономика
В 2007 году среди 34 лиц в трудоспособном возрасте (15—64 лет) 23 были экономически активными, 11 — неактивными (показатель активности — 67,6 %, в 1999 году было 38,9 %). Из 23 активных работали 22 человека (16 мужчин и 6 женщин), безработным был 1 мужчина. Среди 11 неактивных 8 человек были пенсионерами, 3 были неактивными по другим причинам.